# Bruno Devot
Bruno Devot, né le 11 décembre 1956, est un footballeur professionnel français évoluant au poste de défenseur.

## Biographie
Formé au Nîmes Olympique, il intègre l'effectif professionnel lors de la saison 1975-1976.
À partir de la saison de D2 1982-1983 il rallie et pour 3 saisons l'Olympique d'Alès en Cévennes, avant de revenir terminer sa carrière au Nîmes Olympique.
Au total, Bruno Devot dispute 123 matchs en Division 1 et 188 matchs en Division 2.